# Half Moon Bay
Half Moon Bay és una població dels Estats Units a l'estat de Califòrnia. Segons el cens del 2000 tenia 11.842 habitants.

## Demografia
Segons el cens del 2000, Half Moon Bay tenia 11.842 habitants, 4.004 habitatges, i 2.774 famílies. La densitat de població era de 706,7 habitants/km².
Dels 4.004 habitatges en un 30,9% hi vivien nens de menys de 18 anys, en un 58,3% hi vivien parelles casades, en un 7,2% dones solteres, i en un 30,7% no eren unitats familiars. En el 23,1% dels habitatges hi vivien persones soles el 9,1% de les quals corresponia a persones de 65 anys o més que vivien soles. El nombre mitjà de persones vivint en cada habitatge era de 2,75 i el nombre mitjà de persones que vivien en cada família era de 3,2.
Per edats la població es repartia de la següent manera: un 22,2% tenia menys de 18 anys, un 8,1% entre 18 i 24, un 31,9% entre 25 i 44, un 28,2% de 45 a 60 i un 9,6% 65 anys o més.
L'edat mediana era de 39 anys. Per cada 100 dones de 18 o més anys hi havia 115,1 homes.
La renda mediana per habitatge era de 78.473 $ i la renda mediana per família de 92.204 $. Els homes tenien una renda mediana de 60.913 $ mentre que les dones 41.265 $. La renda per capita de la població era de 37.963 $. Entorn del 3,4% de les famílies estaven per davall del llindar de pobresa.

## Poblacions més properes
El següent diagrama mostra les poblacions més properes.